# 會見郡
會見郡是過去屬於伯耆國的郡。已於1896年3月29日與汗入郡合併為西伯郡。

## 歷史
根據『伯耆國風土記』與『和名抄』的記載，此地最早名為「相見」，後逐漸開始使用「會見」之名，但仍與「相見」共同使用。直到近代才統一使用「會見」之名。
根據『和名抄』，會見郡過去下轄日下、細見、美濃、安曇、巨勢、蚊屋、天萬、千太、會見、星川、鴨部、半生等12鄉。

### 年表
- 1889年10月1日：實施町村制，會見郡下轄：米子町、彥名村、住吉村、崎津村、大篠津村、夜見村、富益村、和田村、加茂村、福米村、福生村、車尾村、成實村、五千石村、尚德村、巖巌村、古豐千村、八幡村、王子村、縣村、大高村、佐陀村、境町、渡村、外江村、上道村、下濱村、中濱村、日吉津村、天津村、大國村、法勝寺村、東長田村、上長田村、手間村、賀野村、幡鄉村、大幡村。（2町36村）
- 1889年12月1日：
  - 佐陀村改名為大和村。
  - 下濱村改名為余子村。
- 1896年3月29日：與汗入郡合併為西伯郡。